# Николай Обручев
Николай Николаевич Обручев е руски офицер, генерал от пехотата. Участник в Руско-турската война (1877-1878). Академик на Руската академия на науките.

## Биография
Николай Обручев е роден е през 1830 г. в Санкт Петербург в семейството на потомствен дворянин офицер. По семейна традиция се ориентира към военното поприще. Завършва 1-ви Кадетски корпус и Николаевската военна академия на Генералния щаб на Руската армия (1854).
Служи в лейбгвардейския Измайловски полк. Насочва се към военната наука. Професор и ръководител на катедра по военна статистика на Николаевската военна академия (1856-1878). Поддържа връзки с дейци на демократичното движение като Николай Огарьов, Александър Херцен, Николай Чернишевски, Николай Добролюбов. Участва в провеждането на военната реформа на генерал-адютант Дмитрий Милютин. Принадлежи към течението на умерените либерали в руския политически живот. През 1873 г. изучава военната организация на Австро-Унгария, Германия и Османската империя. Повишен е във военно звание генерал-лейтенант от 1873 г.
Участва в Руско-турската война (1877-1878). С началото на изострянето на Източния въпрос през 1875 г. му е възложено от император Александър II да разработи стратегически план за война с Турция. Планът е утвърден през 1876 г. и войната се провежда по неговите идеи, като довежда до освобождението на България от османско владичество. В началото е командирован на Кавказкия фронт. Планира атаката на Авлиар-Аладжакската позиция на турската армия, превзета след интензивни боеве през септември – октомври 1877 г.
От 1 ноември е в Главната квартира на Действащата дунавска руска армия. Участва във вземането на стратегическите решения заедно с император Александър II, военния министър генерал-адютант Дмитрий Милютин и началника на щаба генерала от пехотата Артур Непокойчицки. На 14 ноември 1877 г. е решено войната да продължи след превземането на Плевен по плана на генерал-лейтенант Николай Обручев и Руската армия да настъпи незабавно на юг от Стара планина.
Участва в работата на военния съвет на 30 ноември 1877 г. На предложението на княз Александър Александрович да бъде назначен за негов началник на щаба категорично се противопоставя главнокомандващият княз Николай Николаевич. Стига се до т.нар. Обручевски конфликт във висшето руско командване. Генерал-лейтенант Николай Обручев се ползва с доверието на император Александър II, принадлежи към неговия близък кръг и продължава да играе важна роля в Руската армия.
След войната е награден за участието си във войната с орден „Свети Георги“ III ст. и повишен във военно звание генерал-адютант (1878). Като личен представител на император Александър II гарантира пред гражданите на Пловдив, че в Източна Румелия няма да се въвеждат турски гарнизони в изпълнение постановленията на Берлинския договор.
Началник на Генералния щаб (1881-1897). Повишен е във военно звание генерал от пехотата от 1887 г. Награден е с най-значимия руски орден „Свети Андрей Первозванний“. Излиза в оставка през 1897 г. Автор е на трудове по военна история. Под негова редакция излиза капиталният труд „Военно-статистически сборник“ т. I – II, СПб, 1868-1874 г.